# Agriculture en Thaïlande

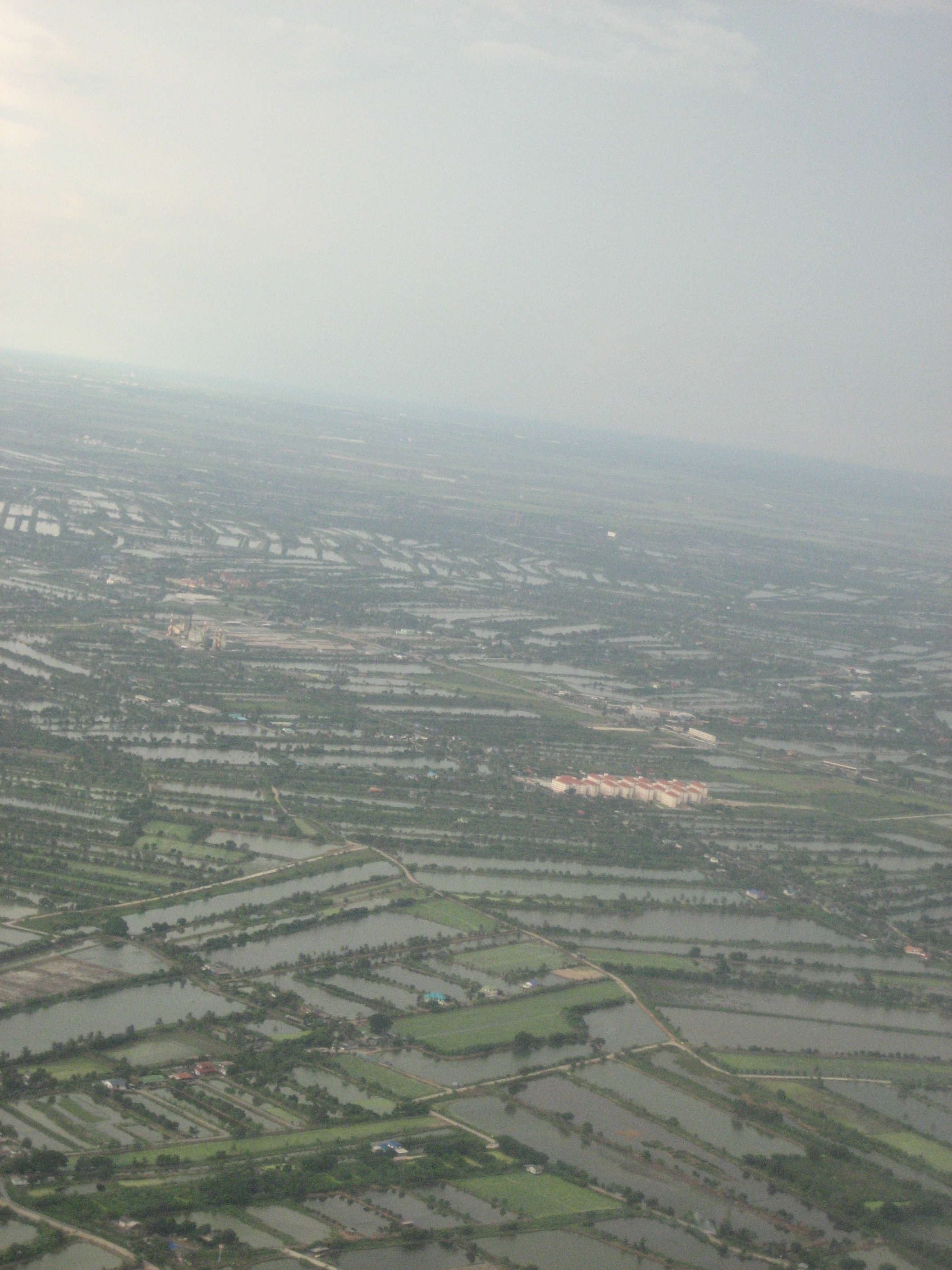
Agriculture dans une communauté rurale de Bangkok.

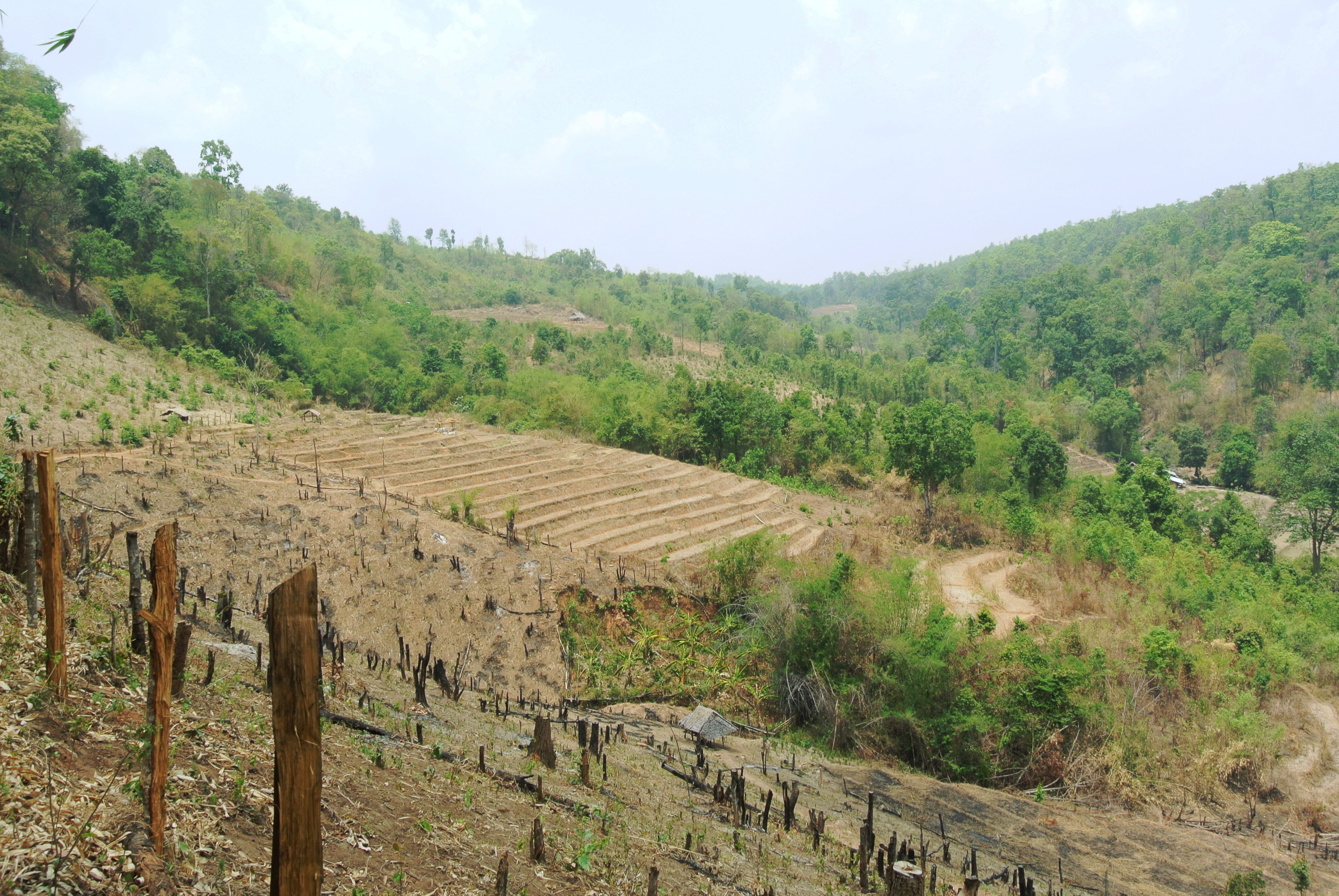
Terres agricoles de la tribu Karen au nord du pays: essartage et culture en terrasses.

L’agriculture en Thaïlande réfère à l'agriculture pratiquée en Thaïlande.
En 2025, l’agriculture ne représente que 8 % du PIB thaïlandais mais elle emploie plus de 30 % de la population active.
La principale culture du pays est le riz : la Thaïlande est l'un des principaux exportateurs mondiaux. Ce pays, avec en moyenne trois récoltes par an, est souvent classé 2ème exportateur mondial de riz (après l'Inde) et 6ème producteur de la planète (derrière la Chine, l'Inde, l'Indonésie, le Bangladesh et le Vietnam). Le riz hom mali compte pour 25 % des exportations.
D'autres cultures d'importances sont le poisson et autres produits de la mer, le tapioca, le caoutchouc, les céréales et le sucre.
Les exportations d'aliments industriels tels le thon, l'ananas et les crevettes surgelées sont en hausse.
Le nord du pays est reconnu pour le Black Ivory coffee (en).

## Production
La Thaïlande a produit en 2018 :
- 104,3 millions de tonnes de canne à sucre (4e producteur mondial, seulement derrière le Brésil, l'Inde et la Chine) (2e exportateur mondial en 2024[3]) ;
- 32,1 millions de tonnes de riz (6e producteur mondial) ;
- 31,6 millions de tonnes de manioc (2e producteur mondial, juste derrière le Nigéria) ;
- 15,4 millions de tonnes d'huile de palme (3e producteur mondial, derrière l'Indonésie et la Malaisie) ;
- 5 millions de tonnes de maïs ;
- 4,7 millions de tonnes de caoutchouc naturel (1er producteur mondial) ;
- 3,8 millions de tonnes de mangue (y compris mangoustan et goyave) (3e producteur mondial, seulement derrière l'Inde et la Chine) ;
- 2,1 millions de tonnes d'ananas (4e producteur mondial, seulement derrière le Costa Rica, les Philippines et le Brésil) ;
- 1 million de tonnes de banane ;
- 1 million de tonnes de légume ;
- 885 mille tonnes de noix de coco (9e producteur mondial) ;
- 516 mille tonnes d'orange.

À ces principaux produits s'ajoutent de petites productions d'autres produits agricoles.
Pour ce qui est de l'élevage les chiffres estimés du cheptel sont de 300 millions de volailles, 19 millions de porcs et 6 millions de bœufs.

## Histoire

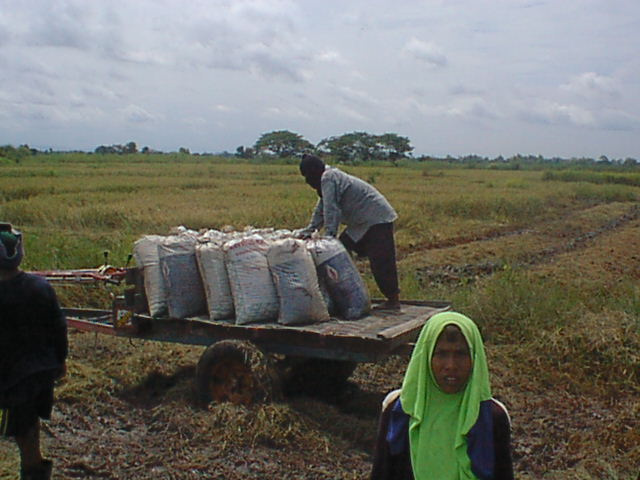
Culture du riz à Ban Sam Ruen.

À la suite de la révolution néolithique, l'agriculture thaï a transité d'une approche chasseur-cueilleur à une approche de « cités agricoles » dirigées par des empires maintenus par la religion d'État.
Aux environs de l'an 1000, la culture du riz gluant par les Thaïs est à la base d'une structure administrative pragmatique produisant régulièrement des surplus exportables. Cette culture est toujours aussi centrale de nos jours, étant considérée comme un élément de sécurité nationale et de bienfait économique.

### Depuis les années 1960
Les développements agricoles modernes ont entraîné une baisse de 60 % à 10 % du chômage au pays entre les années 1960 et 2000. Au cours de la même période, les prix de la nourriture ont chuté de moitié, diminuant du même coup la famine au pays (de 2,55 millions de foyers en 1988 à 418 000 en 2007) ainsi que la malnutrition infantile (de 17 % en 1987 à 7 % en 2006). Cela serait le résultat de la conjugaison d'investissements étatiques dans les infrastructures, l'éducation et l'accès au crédit, et d'initiatives privées fructueuses de l'agro-industrie.
Une partie de la pêche qui sert à alimenter les crevettes pour l'élevage en Thaïlande est régulièrement accusée au début des années 2010 d'être réalisée par des migrants réduits en esclavage.

## Changements climatiques
La Thaïlande est l'un des pays dont l'économie repose en grande partie sur l'agriculture. Cette dernière étant fortement dépendante du climat, ce dernier a une forte influence sur le pays.
En 2011, des inondations ont touché fortement environ 4 millions de fermes productrices de riz ainsi que 100 000 étangs producteurs de poisson et de crevettes, entrainant un fort impact sur l'économie thaïlandaise.
Plusieurs acteurs de la société civile thaïlandaise se penchent sur des solutions d'adaptation de l'agriculture aux changements climatiques. Des groupes tels la National Strategy for climate change management et le Climate Change Alleviation Plan for Agriculture, ainsi que diverses politiques gouvernementales, travaillent de concert pour créer un « Climate Change Knowledge Information Center visant à partager des connaissances, informations et recherches sur le sujet,,,.

## Effets environnementaux
La pratique du brûlis est interdite en Thaïlande mais pratiquée abondamment pour certaines cultures, comme le riz, la canne à sucre, le maïs, le coton et les pois d'Angole. Elle conduit à une pollution majeure qui affecte aussi les pays voisins. Cette méthode pénalise d'autres activités comme le tourisme,. En décembre 2023, les ministres de l'Environnement et de l'Agriculture se sont rencontrés pour trouver des solutions afin d'éradiquer le phénomène. Parmi les mesures envisagées figurait la possibilité de priver les agriculteurs coupables de ces pratiques des subventions dont ils bénéficient.